# Đại hội Thể thao Đông Nam Á 1997
Đại hội Thể thao Đông Nam Á 1997 (tiếng Indonesia: Pesta Olahraga Asia Tenggara 1997), tên gọi chính thức là Đại hội Thể thao Đông Nam Á lần thứ 19 (tiếng Indonesia: Pesta Olahraga Asia Tenggara ke-19; the 19th SEA Games), là sự kiện thể thao đa môn khu vực Đông Nam Á được tổ chức tại Jakarta, Indonesia. Đây là lần thứ ba Indonesia đăng cai SEA Games, sau các kỳ năm 1979 và 1987, đều tổ chức tại thủ đô Jakarta.
Khoảng 4.696 vận động viên đến từ 10 quốc gia tham dự đại hội, tranh tài ở 440 nội dung thuộc 34 môn thể thao. SEA Games 19 diễn ra từ ngày 11 đến ngày 19 tháng 10 năm 1997, tuy nhiên một số môn đã bắt đầu từ ngày 5 tháng 10. Lễ khai mạc được tổ chức tại Sân vận động Gelora Bung Karno (khi đó còn gọi là Sân vận động Thể thao Senayan), với sự chủ trì của Tổng thống Indonesia lúc bấy giờ là Suharto.
Chủ nhà Indonesia dẫn đầu bảng tổng sắp huy chương, tiếp theo là Thái Lan và Malaysia. Nhiều kỷ lục Đại hội và kỷ lục quốc gia đã bị phá vỡ tại kỳ SEA Games này. Nhìn chung, đại hội được đánh giá là thành công, thể hiện sự nâng cao trình độ chuyên môn giữa các quốc gia Đông Nam Á.

## Quốc gia tham dự
- Brunei (296 vận động viên)
- Campuchia (85)
- Indonesia (916) (Chủ nhà)
- Lào (104)
- Malaysia (671)
- Myanmar (294)
- Philippines (782)
- Singapore (446)
- Thái Lan (705)
- Việt Nam (397)

## Linh vật
Hanuman, một chú khỉ Ramayana, là linh vật của SEA Games 1997.

## Bảng tổng sắp huy chương
| Hạng                | Đoàn                | Vàng | Bạc | Đồng | Tổng số |
| ------------------- | ------------------- | ---- | --- | ---- | ------- |
| 1                   | Indonesia (INA)     | 194  | 101 | 115  | 410     |
| 2                   | Thái Lan (THA)      | 83   | 97  | 78   | 258     |
| 3                   | Malaysia (MAS)      | 55   | 68  | 75   | 198     |
| 4                   | Philippines (PHI)   | 43   | 56  | 108  | 207     |
| 5                   | Việt Nam (VIE)      | 35   | 48  | 50   | 133     |
| 6                   | Singapore (SIN)     | 30   | 26  | 50   | 106     |
| 7                   | Myanmar (MYA)       | 8    | 34  | 44   | 86      |
| 8                   | Brunei (BRU)        | 0    | 2   | 8    | 10      |
| 9                   | Lào (LAO)           | 0    | 0   | 7    | 7       |
| 10                  | Campuchia (CAM)     | 0    | 0   | 6    | 6       |
| Tổng số (10 đơn vị) | Tổng số (10 đơn vị) | 448  | 432 | 541  | 1421    |

## Môn thể thao
- Thể thao dưới nước
  -  Nhảy cầu (4) (chi tiết)

- -  Bơi lội (32) (chi tiết)

- -  Bơi nghệ thuật (2) (chi tiết)

- -  Bóng nước (1) (chi tiết)

- Bắn cung (4) (chi tiết)

- Điền kinh (44) (chi tiết)

- Cầu lông (7) (chi tiết)

- Bóng rổ (2) (chi tiết)

- Bi-a và snoker (12) (chi tiết)

- Thể hình (8) (chi tiết)

- Bowling (12) (chi tiết)

- Quyền Anh (11) (chi tiết)

- Canoeing (12) (chi tiết)

- Xe đạp (16) (chi tiết)

- Đấu kiếm (10) (chi tiết)

- Bóng đá (2) (chi tiết)

- Golf (4) (chi tiết)

- Thể dục dụng cụ (16) (chi tiết)

- Khúc côn cầu (2) (chi tiết)

- Judo (16) (chi tiết)

- Karate (19) (chi tiết)

- Pencak silat (20) (chi tiết)

- Chèo thuyền (11) (chi tiết)

- Thuyền buồm (15) (chi tiết)

- Cầu mây (4) (chi tiết)

- Bắn súng (42) (chi tiết)

- Bóng mềm (2) (chi tiết)

- Bóng quần (4) (chi tiết)

- Bóng bàn (7) (chi tiết)

- Taekwondo (16) (chi tiết)

- Quần vợt (7) (chi tiết)

- Đua thuyền truyền thống (8) (chi tiết)

- Bóng chuyền (4) (chi tiết)

- Lướt ván nước (6) (chi tiết)

- Cử tạ (19) (chi tiết)

- Vật (20) (chi tiết)

- Wushu (19) (chi tiết)